# Bitwa pod Karbalą
Bitwa pod Karbalą (arab. ‏معركة كربلاء‎) – zasadzka, do której doszło 10 października 680 roku (według kalendarza muzułmańskiego 10 muharrama 61 roku) na terenie współczesnego miasta Karbala. Wojska sunnickiego kalifa Umajjadów Jazida I zaskoczyły karawanę wnuka Mahometa, jak i trzeciego imama szyitów, Husajna ibn Alego, który zginął.
Husajn był młodszym synem Alego ibn Abi Taliba, którego stronnicy nie pogodzili się z uzurpowaniem władzy po jego śmierci w roku 661 przez Mu'awiję z dynastii Umajjadów, uważając, że należy się ona tylko potomkom Mahometa. Po śmierci Hasana, Husajn stał się naturalnym przywódcą muzułmanów. Gdy Mu'awija zmarł w roku 680, mieszkańcy Al-Kufy wezwali Husajna, by odzyskał kalifat dla rodziny Mahometa. Zanim jednak Husajn dotarł do miasta, zostało ono spacyfikowane przez Umajjadów. 10 października 680 roku pod Karbalą jego karawana została zaatakowana przez wojska syna Mu'awiji, Jazida. Doszło do rzezi, podczas której oszczędzono jedynie kobiety i dzieci młodsze niż 6 miesięcy.

## Ofiary
Pośród zabitych w bitwie pod Karbalą, było wielu znanych towarzyszy i członków najbliższej rodziny Mahometa (lista niekompletna):
Synowie Alego:
- Husajn ibn Ali,
- Abbas ibn Ali, przyrodni brat Husajna ibn Alego
- Dżafar ibn Ali, brat Abbasa ibn Alego, syn Ummul Baneen
- Abdullah ibn Ali, przyrodni brat Husajna ibn Alego i brat Abbasa ibn Alego
- Usman ibn Ali, brat Abbasa, syn Ummul Baneen
- Abdullah ibn Ali, syn Lajli bint Mas’ud
- Abi Bakr ibn Ali, syn Lajli bint Mas’ud
- Abdul Rahman ibn Ali
- Muhammad ibn Ali

Synowie Hasana ibn Alego:
- Kasim ibn Hasan
- Abi Bakr ibn Hasan, syn Ramli
- Abdullah ibn Hasan, syn Umm Wald

Synowie Husajna ibn Alego:
- Ali al-Akbar ibn Husajn, syn Umm Lajli
- Ali al-Asgar ibn Husajn, sześciomiesięczne niemowlę, syn Umm Rubab

Synowie Abbasa ibn Alego:
- Fadl ibn Abbas
- Kasim ibn Abbas

Potomkowie Dżafara ibn Abi Taliba (starszy brat Alego):
- Abdullah ibn Dżafar, syn Zajnab bint Ali (córka Alego i Fatimy)
  - Muhammad ibn Abdullah ibn Dżafar syn Abdullaha
- Muhammad Abdullah ibn Dżafar, syn Zajnab bint Ali

Towarzysze Husajna: 
- Abu Hajal Muslim ibn Awsaja (arab. ‏ابوحَجَل مسلم بن عوسجه الأسدي‎)
- Habib ibn Muzahir (arab. ‏حبيب بن مظاهر الأسدي‎)
- Burajr ibn Chuzajr al-Hamadani (arab. ‏ابوحَجَل مسلم بن عوسجه الأسدي‎)
- Jan bin Huwai (arab. ‏جون بن حوي‎), były niewolnik, chrześcijanin. Kilkukrotnie odmówił opuszczenia karawany Husajna, zabity z mieczem w ręku podczas walki.
- Al-Hurr ibn Jazid al-Tamimi (arab. ‏الحر بن يزيد الرياحي‎), jeden z generałów sił Umajjadów, który przeszedł na stronę Husajna[5] razem z 30 kawalerzystami[6].

...i wielu innych.

## Następstwa
W związku z powyższymi wydarzeniami Husajn jest w szyizmie pamiętany jako „pan męczenników” (sayyid aš-šuhadā), a w rocznicę jego śmierci co roku odbywa się jedno z najważniejszych szyickich świąt, Aszura. Miejsce jego śmierci stało się przedmiotem szyickich pielgrzymek i stopniowo powstało wokół niego miasto Karbala, z meczetem-mauzoleum Husajna jako swoim centrum. Husajn stał się jedną z centralnych postaci w historii martyrologii stronników Alego w ich oporze przeciwko sunnickim kalifom. Bezpośrednio po bitwie wybuchło kilka powstań zbrojnych skierowanych przeciwko Umajjadom. Bitwa była także jednym z decydujących czynników schizmy pomiędzy sunnitami a szyitami. W zbiorowej świadomości szyickiej, występuje od tego momentu „paradygmat Karbali”, gdzie tyranów i dyktatorów określa się mianem "Jazidów swoich czasów". W aspekcie religijno-politycznym, męczeństwo Husajna zostało także wykorzystane przez Safawidów podczas konsolidowania władzy na terenie Persji.